# Scutigera parcespinosa
Scutigera parcespinosa är en mångfotingart som beskrevs av Wolfgang Bücherl 1949. Scutigera parcespinosa ingår i släktet Scutigera och familjen spindelfotingar. Inga underarter finns listade i Catalogue of Life.